# Trùm bài (phim 2015)
Trùm bài (tiếng Anh: Wild Card) là một bộ phim hành động giật gân của Mỹ do Simon West, có sự tham gia của Jason Statham, Michael Angarano, Dominik Garcia-Lorido, Milo Ventimiglia, Hope Davis và Stanley Tucci. Phim dựa trên tiểu thuyết Heat của William Goldman và bản làm lại của bộ phim chuyển thể năm 1986 do Burt Reynolds đóng chính. Phim được công chiếu tại Hoa Kỳ vào ngày 30 tháng 1 năm 2015 dưới dạng giới hạn và thông qua video qua yêu cầu. Phim khởi chiếu tại Việt Nam cùng ngày với Mỹ. Doanh thu phòng vé của phim thất bại thảm hại khi chỉ thu về 6.7 triệu $ quốc tế so với kinh phí 30 triệu $.